# حجر ادهان (يريم)

تعديل مصدري - تعديل

حجر ادهان هي إحدى قرى عزلة خودان بمديرية يريم التابعة لمحافظة إب، بلغ تعداد سكانها 323 نسمة حسب تعداد اليمن لعام 2004.